# Maria Anna von Spiegel
Maria Anna von Spiegel, pierwotnie Fatima (ur. ok. 1681, zm. po 1720) – turecka niewolnica, metresa króla Polski Augusta II Mocnego.

## Życiorys
Prawdopodobnie była łupem wojennym marszałka von Schöninga po zwycięskiej wojnie przeciw Turcji. Następnie trafiła pod opiekę wojewodowej Fleming, która zabrała ją do Polski. Z Augustem Mocnym spotkała się pierwszy raz w 1701 roku, szybko spodobała się władcy i została jedną z jego kochanek. Już w 1702 roku urodziła Augustowi syna Fryderyka Augusta, a w 1706 roku córkę Marię Aurorę Katarzynę. Oboje dzieci August uznał w 1724 roku i nadał im tytuły hrabiów Rutowskich.
Gdy August znudził się kochanką, porzucił ją, ale zapewnił jej małżeństwo z płk. Johannem Georgiem von Spiegel.